# باربرا سموتس
باربرا بوردمان سموتس هي عالمة إنسان وعالمة نفس أمريكية معروفة بأبحاثها على البابون والدلافين والشمبانزي، وهي أستاذة فخرية في جامعة ميشيغان في آن آربر.
حصلت سموتس على درجة البكالوريوس في الأنثروبولوجيا من جامعة هارفارد ودرجة الدكتوراه في العلوم السلوكية العصبية والبيولوجية من كلية الطب بجامعة ستانفورد. بدأت دراسة سلوك الحيوانات في جامعة ميشيغان في السبعينيات، بما في ذلك البحث مع جين جودال على الشمبانزي في حديقة غومبي الوطنية، حيث تعرضت لتجربة ميدانية عنيفة، حيث كانت من بين أربعة باحثين ميدانيين اختطفتهم وضربتهم مجموعة ثورية ماركسية. حصلت على جائزة الجمعية الأمريكية لعلم النفس للمساهمة العلمية المتميزة في بداية حياتها المهنية (المجال: تعلم وسلوك الحيوانات) في عام 1988.

## الحياة الشخصية والتعليم
وُلدت باربرا بوردمان سموتس لأليس سموتس (1921-2020) وروبرت والتر شموتز (الذي أصبح اسمه لاحقاً سموتس) في عام 1950. لديها أخ يدعى روبرت مالكولم سم وتس، وُلد في عام 1949. انتقلت سموتس مع عائلتها إلى ميشيغان في عام 1960، وفي عام 1969 انتقلوا إلى آن آربر أثناء حصول والدتها على درجة الدكتوراه. حصلت على درجة البكالوريوس في الأنثروبولوجيا من جامعة هارفارد، وأكملت درجة الدكتوراه تحت إشراف ديفيد هامبورغ في جامعة ستانفورد.

## البحث العلمي
تُركز الكثير من أبحاث سموتس على تطور العلاقات الاجتماعية بين الحيوانات، خصوصاً بين جماعات الشمبانزي والبابون. بدأت دراسات سموتس على بابون بري في عام 1976. ألهمتها دراساتها على بابون الزيتون البري في تنزانيا وكينيا لكتابة كتابها "الجنس والصداقة في البابون" في عام 1985. أظهر الكتاب، الذي كان ثمرة بحث استمر لمدة سنتين، كيفية تفاعل مجموعتين مختلفتين من نفس الرئيسيات مع بعضهما اجتماعياً. وخلصت إلى أن الصداقة كانت مؤشراً مهماً للنشاط الجنسي بين ذكور وإناث البابون: حيث فضلت الإناث التزاوج مع الذكور الذين كانوا قد شاركوا في تفاعلات ودية معهم ومع ذريتهم الأخرى.
كما أجرت سموتس أبحاثاً حول تطوير العلاقات الاجتماعية لدى الدلافين ذات الأنف القاروري، وعملت بشكل مكثف مع جانيت مان. تُركز أبحاث سموتس الحديثة في جامعة ميشيغان على السلوك الاجتماعي بين الكلاب.